# Nimbra
Nimbra es una parroquia del concejo asturiano de Quirós, en España. Su templo parroquial está dedicado a San Vicente. Alberga una población de 126 habitantes y ocupa una extensión de 14,68 km².

## Entidades de población
Según el nomenclátor de 2008, la parroquia está formada por las poblaciones de:
- La Aguadina (casería): 3 habitantes
- Cabaniellas (casería): deshabitada
- Rodiles (lugar): 7 habitantes
- Ronderos (lugar): 24 habitantes
- San Vicente de Nimbra (casería): 6 habitantes
- Villagime (lugar): 23 habitantes
- Villamarcel (lugar): 67 habitantes
- Villasante (casería): deshabitada